# بروجتسا
بروجتسا (به لهستانی:  Brodzica) یک روستا در لهستان است که در گمینا خروبیشوو واقع شده‌است. بروجتسا ۳۵۳ نفر جمعیت دارد و ۱۹۰ متر بالاتر از سطح دریا واقع شده‌است.